# MZKT-5002
Der MZKT-5002 (russisch МЗКТ-5002) ist ein Lastkraftwagen des belarussischen Herstellers Minski Sawod Koljosnych Tjagatschei (russisch Минский завод колёсных тягачей, kurz MZKT bzw. МЗКТ, auf Deutsch Minsker Radschlepperwerk). Er wurde 2013 im Auftrag belarussischer Sicherheitsbehörden entwickelt und wird seit 2014 in Serie produziert. Das Fahrzeug hat Allradantrieb und ist sowohl für militärische als auch zivile Einsätze vorgesehen. Der Markenname Volat wird für die Lastwagen ebenso genutzt wie die Typenbezeichnung MZKT-5002. Unter der Bezeichnung MZKT-6001 wird schon seit 2009 eine dreiachsige Variante gebaut.

## Fahrzeuggeschichte

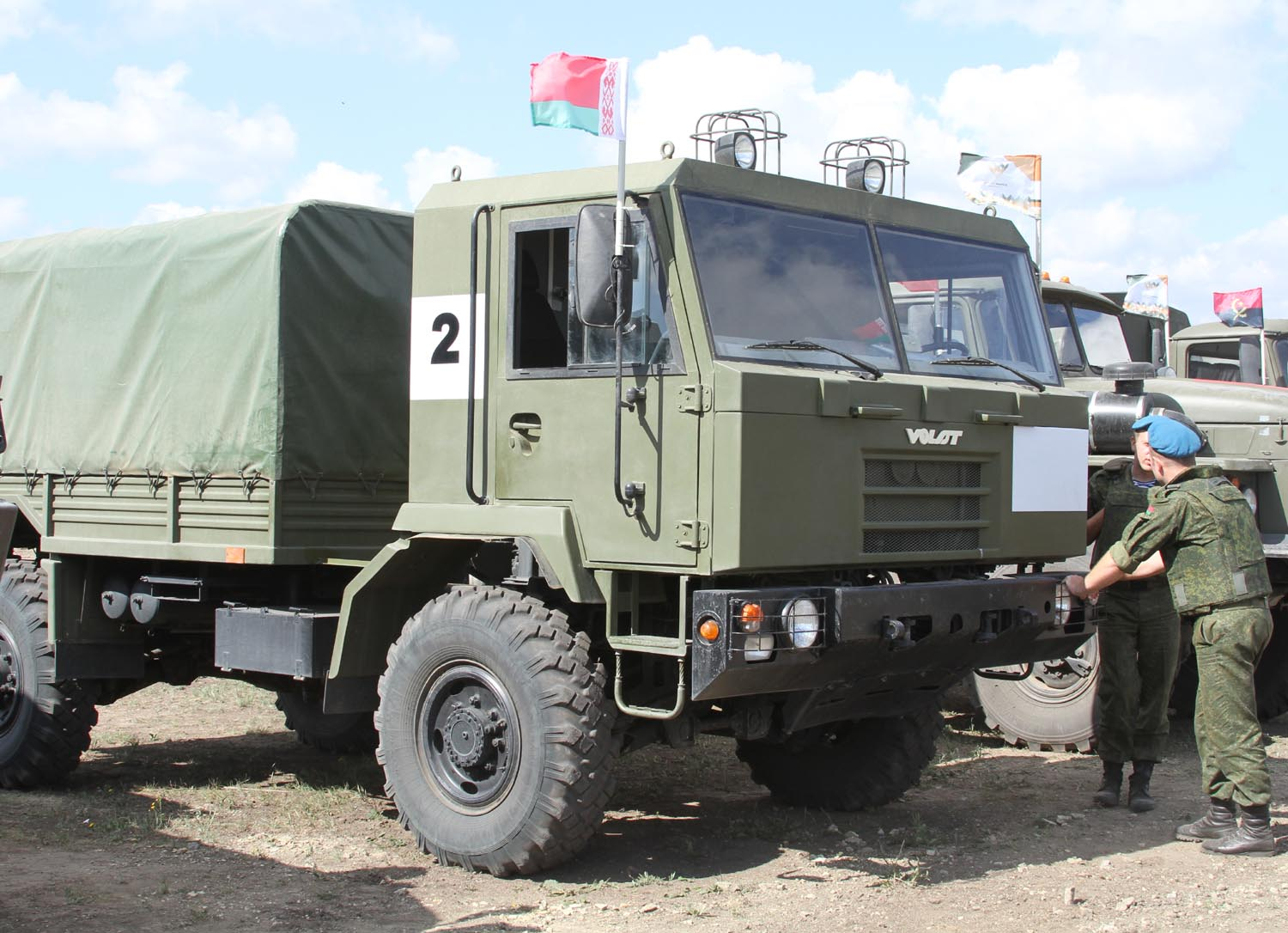
Frontansicht (2015)

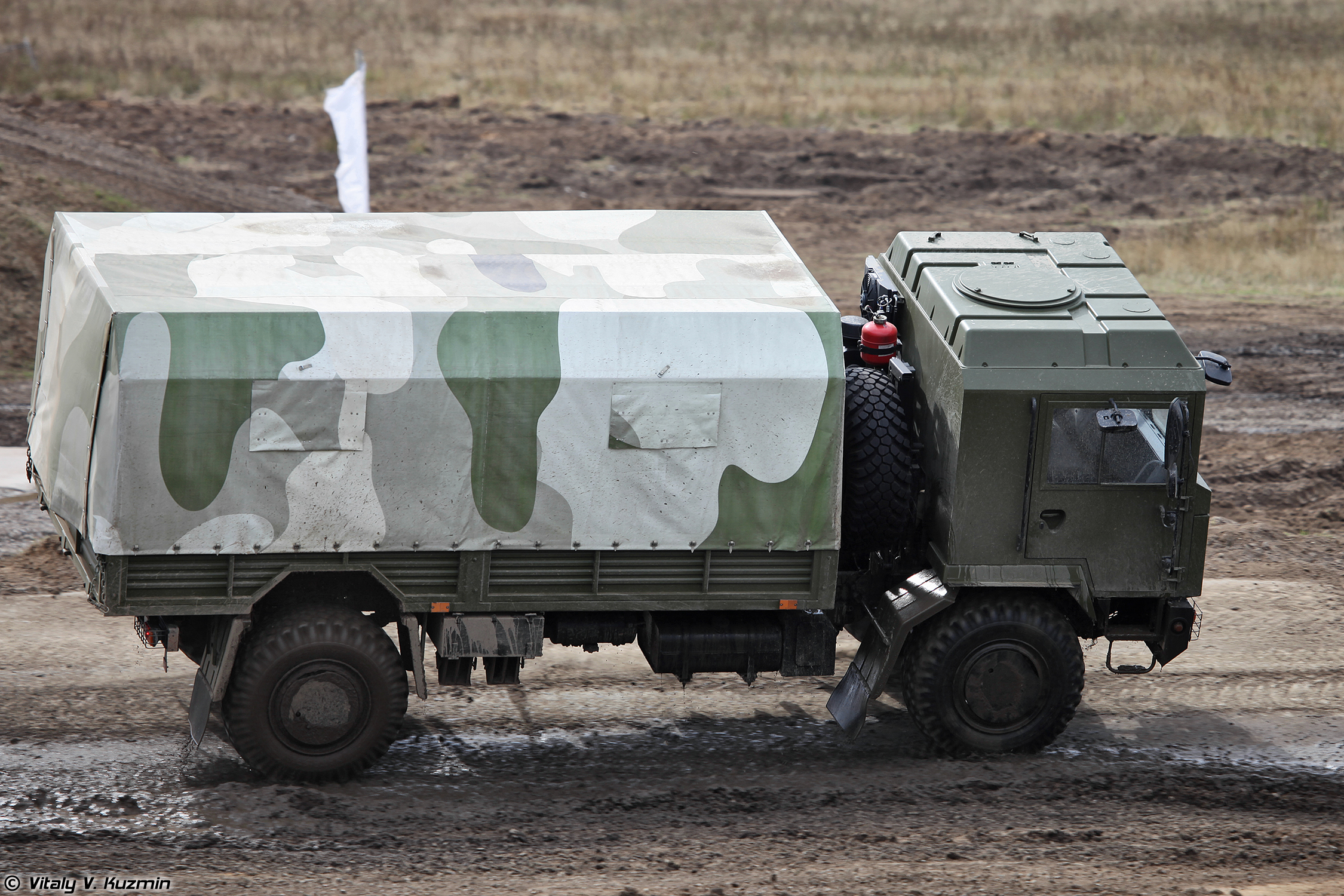
Seitenansicht im Gelände (2014)

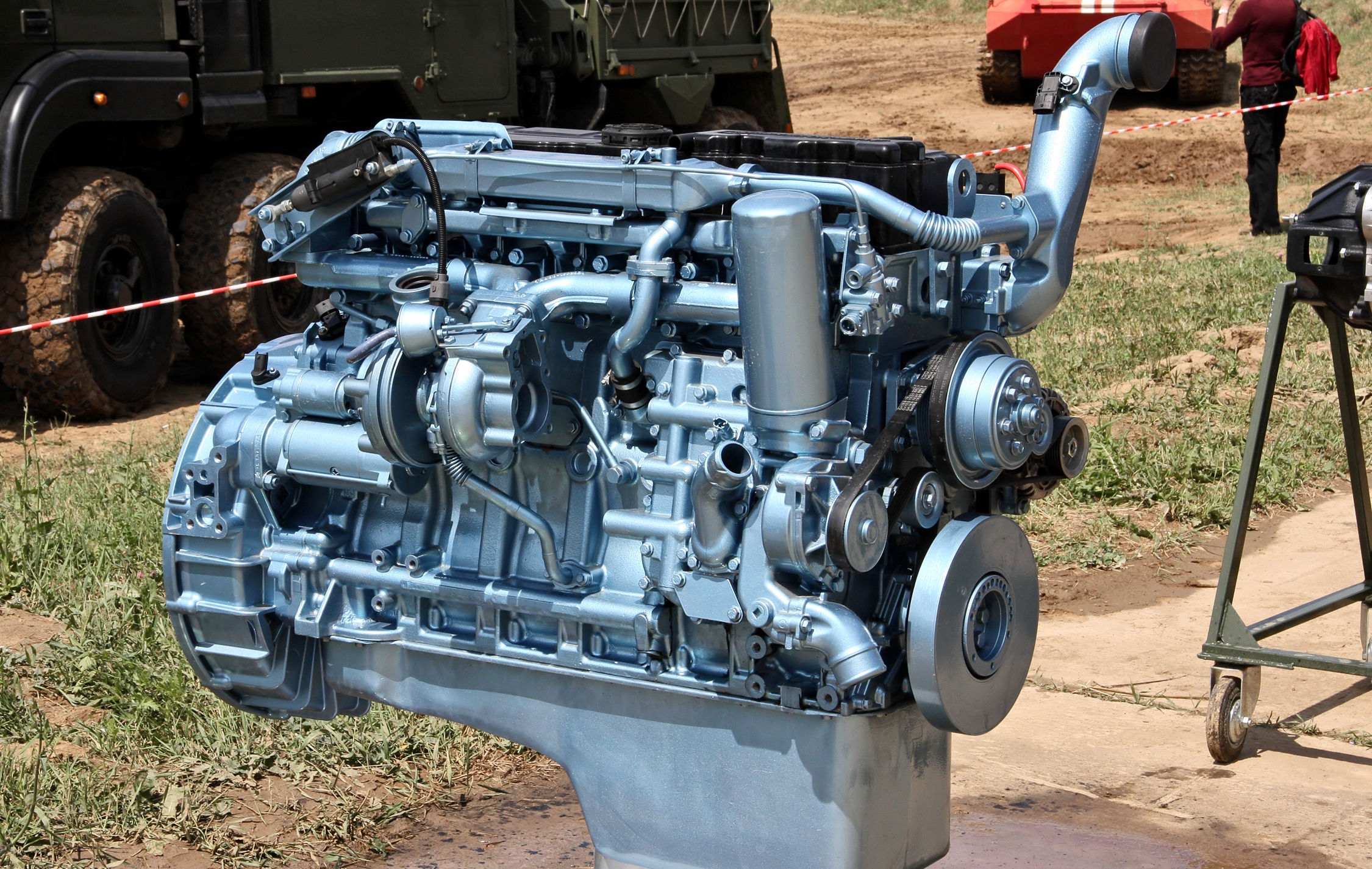
Dieselmotor vom Typ JaMZ-534 wie er ähnlich auch im MZKT-5002 zum Einsatz kommt (2011)

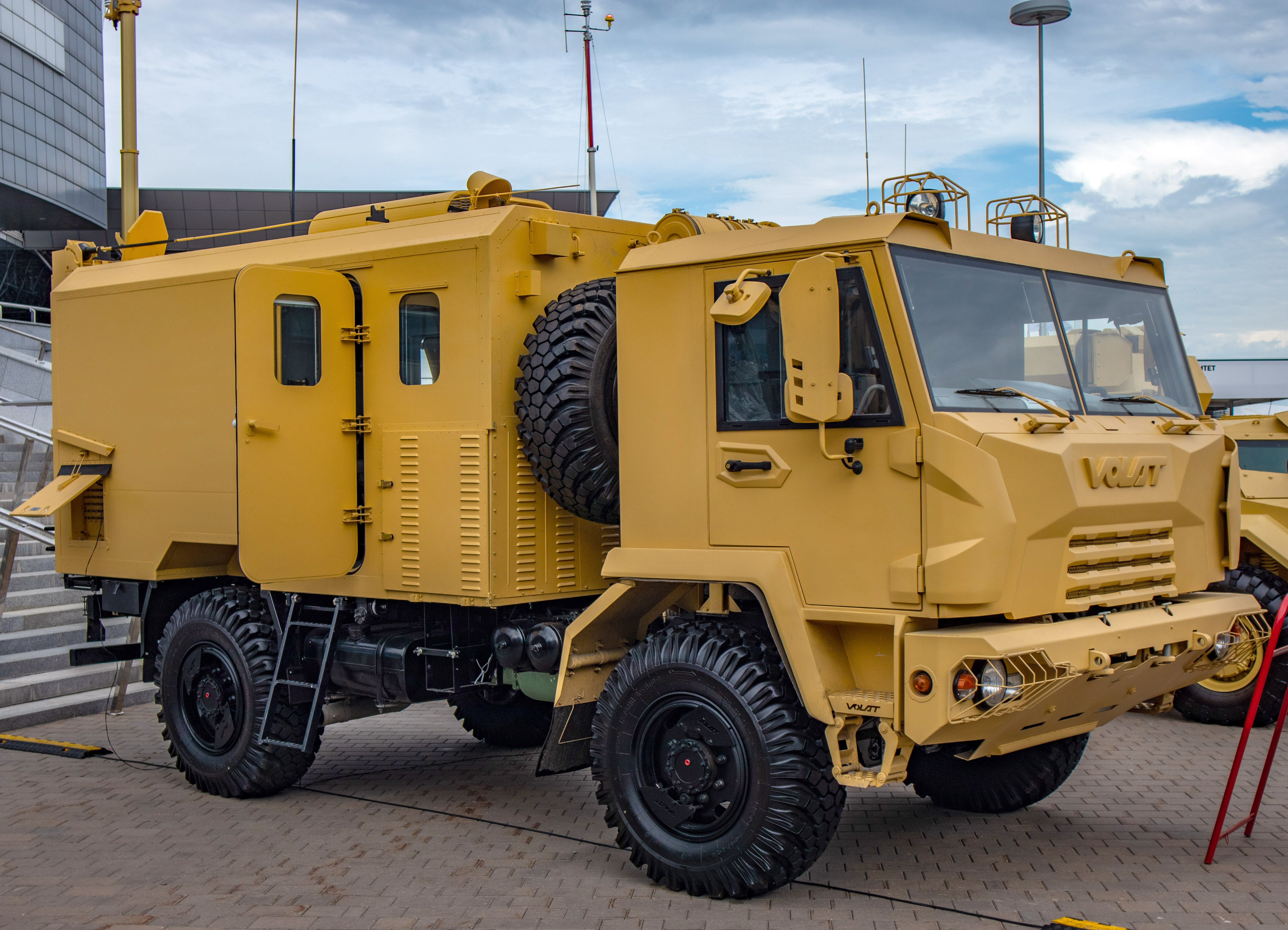
Mobiler Artilleriegefechtsstand auf Basis des MZKT-500200 (2021)

Die Entwicklung des MZKT-5002 wurde vom belarussischen Grenzschutz initiiert. Die Einheiten waren mit dem GAZ-66 ausgestattet, der in den frühen 1960er-Jahren entwickelt worden war. Die Fahrzeuge waren abgenutzt und auch nicht für noch längere Einsatzzeiten ausgelegt. Der Nachfolger GAZ-3308 erfüllte die Anforderungen der Grenztruppen nicht, weil er zwar mit Allradantrieb ausgestattet ist, im Gelände aufgrund seiner Bauform als Langhauber aber eine ungünstigere Gewichtsverteilung und damit schlechtere Fahreigenschaften hat. Das Minski Awtomobilny Sawod lehnte die Entwicklung einer Kleinserie ab und fertigte auch keinen geländegängigen Lastwagen in der Gewichtsklasse um drei Tonnen Nutzlast. Auch das Minsker Radschlepperwerk (MZKT) fertigte solche Lastwagen nicht, nahm den Auftrag aber an. Der erste Prototyp wurde noch 2013 fertiggestellt und der Öffentlichkeit auf einer Militärparade präsentiert.
Der Prototyp des Lkw war mit einem elektronischen Reifendruckregelsystem und einem belarussischen Motor aus dem Minski Motorny Sawod (MMZ) ausgestattet. Beides wurde von der Armee als zu kompliziert abgelehnt. Bis 2014 wurde ein neuer Prototyp entwickelt, der in die Serienfertigung übernommen wurde. Er erhielt einen anderen Motor aus dem russischen Jaroslawski Motorny Sawod (JaMZ), auf eine elektronische Steuerung der Reifendruckregelanlage wurde verzichtet. Auch wurden Klimaanlage und Feuerlöschsystem wieder entfernt. Die Radaufhängungen wurden überarbeitet und der Rahmen verstärkt. Außerdem wurde das Fahrzeug insgesamt verkleinert, es ist nur noch wenig größer als der GAZ-66. Das Fahrgestell ist universell für diverse Aufbauten einsetzbar und wird ohne Aufbau auch als MZKT-500200 bezeichnet. Der Lastwagen ist mit einem sperrbaren Verteilergetriebe und Differenzialsperren an beiden Achsen ausgerüstet. Die Federung wurde für das Fahrzeug komplett neu entwickelt und sorgt auch im Gelände für gute Fahreigenschaften.
Der MZKT-5002 wurde als Alternative für schwerere Fahrzeuge wie den MAZ-5316 und den KamAZ-4350 entwickelt und auch unter dem Markennamen Volat vertrieben. Die ersten 25 Exemplare wurden noch 2014 an belarussische Einheiten ausgeliefert.
Mit Stand 2018 wird das Fahrzeug vom Hersteller auch für zivile Zwecke angeboten. Es kann neben der Grundversion als Pritsche auch mit anderen Aufbauten ausgerüstet werden, zum Beispiel als Erkundungsfahrzeug, als Tanker, Berge- oder Feuerwehrfahrzeug und als Werkstattwagen.

## Technische Daten
Für den MZKT-5002 mit Pritsche, Stand Mitte 2018.
- Motor: Vierzylinder-Viertakt-Dieselmotor
- Motortyp: JaMZ-53452
- Leistung: 215 PS (158 kW) bei 2600 min−1
- Hubraum: 4430 cm³
- Bohrung: 105 mm
- Hub: 128 mm
- Drehmoment: 735 Nm
- Lebensdauer: 350.000 km
- Motorgewicht: 470 kg
- Getriebe: SAAZ-4334M3
- Getriebetyp: mechanisches Fünfganggetriebe mit Rückwärtsgang
- Höchstgeschwindigkeit: 95 km/h
- Tankinhalt: 2 × 130 l
- Reichweite: 1000 km
- Bordspannung: 24 V
- Bremse: Zweikreis-Druckluftbremse, Scheibenbremsen an allen Rädern
- Antriebsformel: 4×4

Abmessungen und Gewichte
- Länge: 6000 mm
- Breite: 2550 mm
- Höhe: 2660 mm
- Radstand: 3300 mm
- Spurweite: 2190 mm vorne und hinten
- Bodenfreiheit: 400 mm
- maximal überfahrbare Stufenhöhe: 350 mm
- Grabenüberschreitweite: 1 m
- Wattiefe: 1,8 m
- Wendekreis: 20 m
- Steigfähigkeit: 60°
- maximal seitlich befahrbare Hangneigung: 40 %
- Reifengröße: 12,00-20
- Leergewicht: 6400 kg
- Zuladung: 3000 kg
- zulässiges Gesamtgewicht: 9400 kg